# Nazionale maschile di pallacanestro del Canada
La nazionale di pallacanestro del Canada, selezione dei migliori giocatori di pallacanestro di nazionalità canadese, rappresenta il Canada nelle competizioni internazionali di pallacanestro organizzate dalla FIBA. È gestita dalla Basketball Canada.

## Storia
Affiliata alla FIBA dal 1936, la nazionale canadese, anche se rappresentante di un Paese di non eccelsa tradizione cestistica, ha raggiunto nel passato un buon livello tecnico, che le ha consentito di salire sul podio nei massimi Tornei internazionali. A testimonianza di ciò, il fatto che tra i giocatori che hanno vestito questa maglia, tanti sono quelli che hanno saputo ricoprire ruoli da protagonisti nei vari campionati sparsi per il mondo, NBA compresa. Su tutti, Steve Nash, e Bill Wennington, quest'ultimo famoso in Italia per aver contribuito per alcuni anni ai successi della Virtus Bologna.
Ha vinto una medaglia d'argento nel Torneo Olimpico del 1936, dove vennero sconfitti dagli Stati Uniti.
Ha partecipato a dodici edizioni dei Campionati Mondiali, salendo per la prima volta sul podio con il bronzo ottenuto nel 2023, dopo aver perso contro la Serbia in semifinale e aver sconfitto gli Stati Uniti nella finalina per il terzo posto. 
Ai Campionati Americani, ha partecipato quattordici volte, andando a medaglia 5 volte. 
In tutte le manifestazioni internazionali a cui è andata a medaglia, non è mai salita sul gradino più alto del podio.

## Piazzamenti

### Olimpiadi
- 1936 -  2°
- 1948 - 9°
- 1952 - 9°
- 1956 - 9°
- 1964 - 14°

- 1976 - 4°
- 1984 - 4°
- 1988 - 6°
- 2000 - 7°

### Campionati del mondo
- 1954 - 7°
- 1959 - 12°
- 1963 - 11°
- 1970 - 10°
- 1974 - 8°

- 1978 - 6°
- 1982 - 6°
- 1986 - 8°
- 1990 - 12°
- 1994 - 7°

- 1998 - 12°
- 2002 - 13°
- 2010 - 22°
- 2019 - 21°
- 2023  -  3°

### Campionati americani
- 1980 -  2º
- 1984 -  3º
- 1988 -  3º
- 1989 - 5º
- 1992 - 5º

- 1993 - 7º
- 1995 - 4º
- 1997 - 5º
- 1999 -  2º
- 2001 -  3º

- 2003 - 4º
- 2005 - 9º
- 2007 - 5º
- 2009 - 4º
- 2011 - 6º

- 2013 - 6°
- 2015 -  3º
- 2017 - 8º
- 2022 - 4º

### Giochi panamericani
- 1959 - 5º
- 1963 - 6º
- 1967 - 9º
- 1971 - 8º
- 1975 - 6º

- 1979 - 5º
- 1983 - 4º
- 1987 - 5º
- 1991 - 9º[2]
- 1999 - 5°

- 2003 - 7º
- 2007 - 7°
- 2011 - 6°
- 2015 -  2°

### Manifestazioni minori
- Torneo Supercup: 2

1994, 2023

## Formazioni

### Olimpiadi
Pallacanestro ai Giochi della XI OlimpiadeAitchison, Allison, A. Chapman, C. Chapman, E. Dawson, N. Dawson, Gray, Meretsky, Nantais, Osborne, Peden, Pendlebury, Stewart, Wiseman, All. Gordon Fuller
Pallacanestro ai Giochi della XIV Olimpiade3 Bell, 4 Morein, 5 Lands, 6 Scarr, 7 McGeer, 8 Mitchell, 9 Tolchinsky, 10 Kermode, 11 Munro, 12 Bakken, 13 Campbell, 14 Bloomfield, 15 Waxman, 16 Strulovitch,        All. Bob Osborne
Pallacanestro ai Giochi della XV Olimpiade3 Pettinger, 4 Pataky, 5 Campbell, 6 Ridd, 7 Williams, 8 Coulthard, 9 Phibbs, 10 Dalton, 11 Pickell, 12 Wearring, 14 Simpson, 15 Wade, 16 Curren,        All. Paul Thomas
Pallacanestro ai Giochi della XVI Olimpiade3 Macintosh, 4 Brown, 5 Brinham, 6 Wild, 7 Bissett, 8 Osborne, 9 Stulac, 10 Stuart, 11 Pickell, 12 McLeod, 13 Burtwell, 14 Lucht,        All. Lance Hudson
Pallacanestro ai Giochi della XVIII Olimpiade4 Richman, 5 J. Stulac, 6 Howson, 7 Maguire, 8 Hartley, 9 Reynolds, 10 Birtles, 11 Goldring, 12 Ingaldson, 13 McKibbon, 14 Dacyshyn, 15 G. Stulac,        All. Ruby Richman
Pallacanestro ai Giochi della XXI Olimpiade - Torneo maschile4 Devlin, 5 Riley, 6 Robinson, 7 Cassidy, 8 Sankey, 9 Sharpe, 10 Hall, 11 Russell, 12 Town, 13 Raffin, 14 Hansen, 15 Tollestrup,        All. Jack Donohue
Pallacanestro ai Giochi della XXIII Olimpiade - Torneo maschile4 Kelsey, 5 Simms, 6 Pasquale, 7 Tilleman, 8 Kazanowski, 9 Triano, 10 Hatch, 11 Herbert, 12 Wennington, 13 Raffin, 14 Wiltjer, 15 Meagher,        All. Jack Donohue
Pallacanestro ai Giochi della XXIV Olimpiade - Torneo maschile4 Clarke, 5 Turcotte, 6 Pasquale, 7 Tilleman, 8 Kristmanson, 9 Triano, 10 Walton, 11 Hatch, 12 Mungar, 13 Raffin, 14 Yearwood, 15 Kazanowski,        All. Jack Donohue
Pallacanestro ai Giochi della XXVII Olimpiade - Torneo maschile4 Daniels, 5 Hamilton, 6 Mavis, 7 Nash, 8 Swords, 9 Barrett, 10 Francis, 11 MacCulloch, 12 Hinrichsen, 13 Guarasci, 14 Meeks, 15 Newton,        All. Jay Triano
Pallacanestro ai Giochi della XXXIII Olimpiade - Torneo maschile0 Dort, 1 Alexander-Walker, 2 Gilgeous-Alexander, 3 Ejim, 4 Murray, 7 Powell, 8 Lyles, 9 Barrett, 13 Olynyk, 19 Nembhard, 24 Brooks, 92 Birch,        All. Jordi Fernández

### Campionati del mondo
Campionato mondiale maschile di pallacanestro 19549 Ridd, 10 M. Spack, 22 Burkett, 23 Oelkers, 33 Watts, 43 A. Spack, 44 Gresham, 45 Callis, 55 Olafsson, 88 Parobec,        All. Jim Bulloch
Campionato mondiale maschile di pallacanestro 19593 Brown, 4 Upson, 5 Burtwell, 7 Brinham, 8 Wild, 9 Tait, 10 Mullins, 11 Malecki, 12 McLeod, 13 Lucht, 14 Stephens,        All. Fred Collen
Campionato mondiale maschile di pallacanestro 19634 Galanchuk, 5 Blacker, 6 Stephens, 7 Lilja, 8 West, 9 Tait, 10 Larsen, 11 Dirom, 12 Way, 13 McDonald, 14 Fester, 15 Inglis,        All. Bob Hamilton
Campionato mondiale maschile di pallacanestro 19704 Murphy, 5 Braiden, 6 Robinson, 7 Sankey, 8 Dempster, 9 Barton, 10 Thorsen, 11 Howson, 12 Cox, 13 Molinski, 14 MacKay, 15 Cassidy,        All. Peter Mullins
Campionato mondiale maschile di pallacanestro 19744 Devlin, 5 Rautins, 6 Robinson, 7 Riley, 8 Sharpe, 9 Stewart, 10 Moser, 11 Russell, 12 McKenzie, 13 Raffin, 14 Hansen, 15 Tollestrup,        All. Jack Donohue
Campionato mondiale maschile di pallacanestro 19784 Kelsey, 5 Riley, 6 Ryan, 7 Cassidy, 8 Bishop, 9 Triano, 10 Rautins, 11 Russell, 12 Zoet, 13 Kappos, 14 Quackenbush, 15 Atkin,        All. Jack Donohue
Campionato mondiale maschile di pallacanestro 19824 Kelsey, 5 Simms, 6 Pasquale, 7 Larson, 8 Kazanowski, 9 Triano, 10 Granger, 11 Rautins, 12 Wennington, 13 Meagher, 14 Wiltjer, 15 Crevier,        All. Jack Donohue
Campionato mondiale maschile di pallacanestro 19864 Kelsey, 5 Simms, 6 Pasquale, 7 Turcotte, 8 Kazanowski, 9 Triano, 10 Besselink, 11 Herbert, 12 Mungar, 13 Hatch, 14 Wiltjer, 15 Meagher,        All. Jack Donohue
Campionato mondiale maschile di pallacanestro 19904 Jackson, 5 Ohl, 6 Pasquale, 7 Keane, 8 Kazanowski, 9 Simms, 10 Granger, 11 Meagher, 12 Zoet, 13 Steinfeld, 14 Walton, 15 Fox,        All. Ken Shields
Campionato mondiale maschile di pallacanestro 19944 Vickery, 5 McMahon, 6 Nash, 7 Njoku, 8 Fox, 9 Jackson, 10 Hallas, 11 Walton, 12 Keane, 13 McKay, 14 Wiltjer, 15 Smrek,        All. Ken Shields
Campionato mondiale maschile di pallacanestro 19984 Vickery, 5 Hamilton, 6 Daniels, 7 Francis, 8 Njoku, 9 Barrett, 10 Hallas, 11 MacCulloch, 12 Keane, 13 Guarasci, 14 Meeks, 15 Newton,        All. Steve Konchalski
Campionato mondiale maschile di pallacanestro 20024 N. Thomas, 5 Hamilton, 6 Channer, 7 Karangwa, 8 Swords, 9 Barrett, 10 Meldrum, 11 D. Thomas, 12 Ross, 13 Anderson, 14 Meeks, 15 Jobity,        All. Jay Triano
Campionato mondiale maschile di pallacanestro 20104 Anderson, 5 Olynyk, 6 Bell, 7 Bucknor, 8 Brown, 9 Famutimi, 10 A. Rautins, 11 Doornekamp, 12 Sacre, 13 Shepherd, 14 Kendall, 15 Anthony,        All. Leo Rautins
Campionato mondiale maschile di pallacanestro 20191 Pangos, 3 Ejim, 4 Heslip, 6 Joseph, 10 Kajami-Keane, 11 Nembhard, 13 Morgan, 17 Klassen, 21 T. Scrubb, 23 P. Scrubb, 24 Birch, 33 Wiltjer,        All. Nick Nurse
Campionato mondiale maschile di pallacanestro 20230 Dort, 1 Alexander-Walker, 2 Gilgeous-Alexander, 3 Ejim, 7 Powell, 9 Barrett, 11 Alexander, 13 Olynyk, 15 Edey, 23 Scrubb, 24 Brooks, 25 Bell-Haynes,        All. Jordi Fernández

### Campionati americani
Torneo americano maschile di pallacanestro di qualificazione alle Olimpiadi 19804 Kelsey, 5 Riley, 6 Ryan, 7 Gurunlian, 8 Bishop, 9 Triano, 10 Rautins, 11 Mirkovich, 12 Zoet, 13 Raffin, 14 Quackenbush, 15 Dolcetti,        All. Jack Donohue
Torneo americano maschile di pallacanestro di qualificazione alle Olimpiadi 19844 Kelsey, 5 Simms, 6 Pasquale, 7 Tilleman, 8 Kazanowski, 9 Triano, 10 Hatch, 11 Herbert, 12 Wennington, 13 Raffin, 14 Wiltjer, 15 Meagher,        All. Jack Donohue
Torneo americano maschile di pallacanestro di qualificazione alle Olimpiadi 19884 Kristmanson, 5 Turcotte, 6 Pasquale, 7 Tilleman, 8 Clarke, 9 Triano, 10 Walton, 11 Hatch, 12 Mungar, 13 Raffin, 14 Yearwood, 15 Bekkedam,        All. Jack Donohue
Campionato americano maschile di pallacanestro 19894 Samuels, 5 Turcotte, 6 Pasquale, 7 McKay, 8 Kristmanson, 9 Simms, 10 Granger, 11 Rautins, 12 Ohl, 13 Clemens, 14 Karpis, 15 Kazanowski,        All. Ken Shields
Torneo americano maschile di pallacanestro di qualificazione alle Olimpiadi 19924 Williams, 5 McMahon, 6 Jackson, 7 Turcotte, 8 Kristmanson, 9 Rautins, 10 Wennington, 11 Keane, 12 Smrek, 13 Wiltjer, 14 Ohl, 15 Kazanowski,        All. Ken Shields
Campionato americano maschile di pallacanestro 19934 Vickery, 5 McMahon, 6 Nash, 7 Turcotte, 8 Barrett, 9 Llewellyn, 10 Hallas, 11 Walton, 12 Njoku, 13 Foreman, 14 Wilson, 15 VanKoughnett,        All. Ken Shields
Campionato americano maschile di pallacanestro 19954 Vickery, 5 Hamilton, 6 Dixon, 7 Nash, 8 Njoku, 9 Meeks, 10 Hallas, 11 Walton, 12 Keane, 13 Allen, 14 Wiltjer, 15 Yearwood,        All. Steve Konchalski
Campionato americano maschile di pallacanestro 19974 Vickery, 5 Hamilton, 6 Pasquale, 7 Nash, 8 Njoku, 9 Barrett, 10 Van Elswyk, 11 Wilson, 12 Keane, 13 Fleury, 14 Meeks, 15 Yearwood,        All. Steve Konchalski
Campionato americano maschile di pallacanestro 19994 McTavish, 5 Hamilton, 6 Mavis, 7 Nash, 8 Swords, 9 Barrett, 10 Vassell, 11 Anderson, 12 MacCulloch, 13 Guarasci, 14 Meeks, 15 Newton,        All. Jay Triano
Campionato americano maschile di pallacanestro 20014 Daniels, 5 Hamilton, 6 Walker, 7 Nash, 8 Swords, 9 Karangwa, 10 Robinson, 11 MacCulloch, 12 Kwiatkowski, 13 Guarasci, 14 Meeks, 15 Jobity,        All. Jay Triano
Campionato americano maschile di pallacanestro 20034 Thomas, 5 Brown, 6 Karangwa, 7 Nash, 8 Swords, 9 Barrett, 10 Francis, 11 Kwiatkowski, 12 Young, 13 Guarasci, 14 King, 15 Newton,        All. Jay Triano
Campionato americano maschile di pallacanestro 20054 J. Anderson, 5 Brown, 6 Gillingham, 7 Nohr, 8 English, 9 Kendall, 10 Doornekamp, 11 Massiah, 12 R. Anderson, 13 Mendez, 14 Bucknor, 15 Jobity,        All. Leo Rautins
Campionato americano maschile di pallacanestro 20074 Anderson, 5 Brown, 6 Dalembert, 7 Kuljanin, 8 English, 9 Famutimi, 10 A. Rautins, 11 Thomas, 12 Young, 13 Mendez, 14 Kendall, 15 Bell,        All. Leo Rautins
Campionato americano maschile di pallacanestro 20094 Anderson, 5 Kepkay, 6 Bell, 7 Bucknor, 8 English, 9 Famutimi, 10 A. Rautins, 11 Doornekamp, 12 Young, 13 Landry, 14 Kendall, 15 Anthony,        All. Leo Rautins
Campionato americano maschile di pallacanestro 20114 Anderson, 5 Joseph, 6 Ferguson, 7 Olynyk, 8 English, 9 Brown, 10 A. Rautins, 11 Doornekamp, 12 Young, 13 Shepherd, 14 Kendall, 15 Anthony,        All. Leo Rautins
Campionato americano maschile di pallacanestro 20134 Anderson, 5 C. Joseph, 6 D. Joseph, 7 Nicholson, 8 Cadougan, 9 Shepherd, 10 Rautins, 11 Doornekamp, 12 Heslip, 13 Thompson, 14 Kendall, 15 Anthony,        All. Jay Triano
Campionato americano maschile di pallacanestro 20154 Scrubb, 5 Joseph, 6 Ejim, 7 Nicholson, 8 Wiggins, 9 Stauskas, 10 Bennett, 11 Doornekamp, 12 Heslip, 13 Olynyk, 14 Powell, 15 Sacre,        All. Jay Triano
Campionato americano maschile di pallacanestro 20174 Anderson, 5 Cadougan, 6 Amardi, 7 Nicholson, 8 Diressa, 9 Hanlan, 10 Pierre, 11 Rathan-Mayes, 12 Heslip, 13 Burnatowski, 14 Glaze, 15 Anthony,        All. Roy Rana
Campionato americano maschile di pallacanestro 20220 Blair, 1 Calloo, 2 Bell-Haynes, 3 Babb-Harrison, 5 Gray, 10 Bandoo, 13 Young, 14 Kigab, 22 Posthumus, 41 Pandi, 45 Banton, 54 Kennedy,        All. Nate Mitchell

### Giochi panamericani
Pallacanestro maschile ai III Giochi panamericaniIngaldson, Laschuk, Lilja, McKibbon, McCrae, Olafsson, Pettinger, Pickell, Reynolds, Tait, Triano, All. Lance Hudson
Pallacanestro maschile ai IV Giochi panamericani4 Galanchuk, 5 Blacker, 6 Stephens, 7 Lilja, 8 West, 9 Tait, 10 Larsen, 11 Dirom, 12 Way, 13 McDonald, 14 Fester, 15 Inglis,        All. Bob Hamilton
Pallacanestro maschile ai V Giochi panamericaniBurrows, Croft, Fry, Howson, Hunter, Ingaldson, Inglis, Murphy, Rizak, Shaver, Spears, West, All. Ruby Richman
Pallacanestro maschile ai VI Giochi panamericaniBrayden, Brown, MacKay, Molinski, Olsen, Sankey, Smith, Stoesz, Thorsen, P. Tollestrup, T, Tollestrup, Williams, All. Peter Mullins
Pallacanestro maschile ai VII Giochi panamericaniAtkin, Brkovich, Hall, Hansen, Pound, Rautins, Riley, Russell, Sharpe, Tollestrup, Zoet, All. Jack Donohue
Pallacanestro maschile agli VIII Giochi panamericaniAtkin, Bishop, Brkovich, Head, Kelsey, Raffin, Rautins, Riley, Ryan, Triano, Tollestrup, Zoet, All. Jack Donohue
Pallacanestro maschile ai IX Giochi panamericani4 Tilleman, 5 Simms, 6 Pasquale, 7 Gurunlian, 8 Kazanowski, 9 Triano, 10 Hatch, 11 Larson, 12 Hunger, 13 Raffin, 14 Wiltjer, 15 Meagher,        All. Jack Donohue
Pallacanestro maschile ai X Giochi panamericani4 Clarke, 5 Simms, 6 Pasquale, 7 Tilleman, 8 Kristmanson, 9 Triano, 10 Walton, 11 Mungar, 12 Hatch, 13 Raffin, 14 Yearwood, 15 Clemens,        All. -
Pallacanestro maschile agli XI Giochi panamericani4 Vickery, 5 Stewart, 6 Dixon, 7 Johnson, 8 Urosevic, 9 Jebbison, 10 Bekkadam, 11 Byrne, 12 Keane, 13 Steinfeld, 14 Petterson, 15 McKay,        All. Jerry Hemmings
Pallacanestro maschile ai XIII Giochi panamericaniAnderson, Auriantal, Barrett, Hamilton, MacCulloch, Mavis, McTavish, Meeks, Newton, Swords, Vassell, Young, All. Jay Triano
Pallacanestro maschile ai XIV Giochi panamericaniNohr, Barrett, Karangwa, Newton, Swords, Thomas, Young, Guarasci, Francis, Kwiatkowski, Mendez, King, All. Jay Triano
Pallacanestro maschile ai XV Giochi panamericani4 Jeanty, 5 Anderson, 6 Bell, 7 Larmand, 8 Thomas, 9 Brempong, 10 A. Rautins, 11 Doornekamp, 12 Young, 13 Bucknor, 14 Denison, 15 Kuljanin,        All. Leo Rautins
Pallacanestro maschile ai XVI Giochi panamericani4 Jones, 5 Yu, 6 Scrubb, 7 Harrison, 8 Desmarais, 9 Lieffers, 10 Ward, 11 Hobin, 12 Hinz, 13 Baker, 14 Phillip, 15 Klassen,        All. David Smart
Pallacanestro maschile ai XVII Giochi panamericani4 Murray, 5 Cadougan, 6 Ejim, 7 Nicholson, 8 English, 9 Brooks, 10 Bennett, 11 Doornekamp, 12 Heslip, 13 Mullings, 14 Wiltjer, 15 Bhullar,        All. Jay Triano

### Giochi del Commonwealth
Pallacanestro ai XXI Giochi del Commonwealth - Torneo maschile4 Diressa, 5 Pierre-Charles, 6 Alleyn, 7 Gueye, 8 Mukama, 9 Tutu, 10 Shephard, 11 Diawara, 12 Kapinga, 13 Morgan, 14 Nissen, 15 Shoveller,        All. Kirby Schepp